# Andreas Lasnik
Andreas Lasnik (* 9. November 1983 in Voitsberg) ist ein ehemaliger österreichischer Fußballspieler und Nationalspieler.

## Ausbildung
Nach der Schule begann Andreas eine Lehre im Optiker-Geschäft seines Vaters. Diese brach er ab um eine Karriere als Profifußballer zu verfolgen.

## Karriere
Er begann seine Karriere in der Jugend des FC Lankowitz und kam über ASK Köflach, wo er bereits mit 17 Jahren zusammen mit seinem Bruder Fritz Stammspieler war, nach kurzer Zeit zu der AKA OÖ West und im Jänner 2002 zur SV Ried. Der offensive Mittelfeldspieler debütierte alsbald in der Bundesliga für die Innviertler und konnte nach dem zwischenzeitlichen Abstieg in die Erste Liga in der Saison 2004/05 in die Bundesliga wiederaufsteigen, wobei er selbst zehn Tore schoss und auch zum „Young Star“ der Ersten Liga gewählt wurde. Im Sommer 2005 wechselte er zur Wiener Austria, worauf sein Debüt in der österreichischen Nationalmannschaft am 8. Oktober 2005 im WM-Qualifikationsspiel gegen England folgte. Er kam dabei für Andreas Ibertsberger neun Minuten vor Spielende ins Match.
Unter Frenkie Schinkels gewann Andreas Lasnik bereits 2006 das Double aus Meisterschaft und ÖFB-Cup – ohne Finaleinsatz – als Ergänzungsspieler. Im Folgejahr wurde der Steirer Stammspieler bei den Veilchen und bereitete beim Cupsieg unter Georg Zellhofer gegen die SV Mattersburg das zwischenzeitliche 1:1 vor und schoss nur knappe zwei Minuten später den Siegestreffer. Hinzu kamen Auftritte in der Gruppenphase des UEFA-Cups 2007 und 2008. Nachdem der Mittelfeldspieler in seiner dritten Austria-Saison wieder den Stammplatz verlor – so spielte er im Frühjahr 2008 nur noch 167 Bundesligaminuten – trennte er sich von der Austria und wechselte ablösefrei zum deutschen Zweitligisten Alemannia Aachen. Das Debüt für die Alemannia gab Lasnik am 24. August 2008 gegen Hansa Rostock, als er in der 74. Minute für Florian Müller eingewechselt wurde.
Zur Saison 2010/2011 wurde sein Vertrag bei Alemannia Aachen nicht verlängert und er wechselte zu Willem II in die erste niederländische Liga. Willem II stieg in dieser Saison ab, jedoch konnte Lasnik als Topscorer seines Vereins überzeugen. Seine Leistungen brachten ihn bei zahlreichen anderen Clubs ins Gespräch, jedoch entschied er sich in den Niederlanden zu bleiben und bestreitet die Saison 2011/12 beim Eredivisie-Verein NAC Breda. Nachdem er in seiner zweiten Spielzeit bei den Brabantern nicht mehr gefragt war, wechselte Lasnik zur Saison 2013/14 zum griechischen Erstligisten Panionios Athen. Im September 2014 kehrte Lasnik zurück nach Österreich und unterschrieb beim Kapfenberger SV, wo sein Vertrag  beim Zweitligisten im Jänner 2016 aufgelöst wurde und er damit seine Karriere als aktiver Fußballer beendete.

## Nationalmannschaft
Andreas Lasnik kam zu einigen Jugendnationalteam-Einsätzen für Österreich, von der U19 bis hin zur U23. Seinen einzigen Einsatz in der Nationalmannschaft absolvierte er im Qualifikationsspiel für die WM 2006 gegen England, als er bei der 0:1-Niederlage im Old Trafford Stadion in der 81sten Minute für Andreas Ibertsberger eingewechselt wurde. Er war auch ein fixer Bestandteil des Challenge 08-Projekts des ÖFB, allerdings wurde er von Teamchef Josef Hickersberger für die Euro 2008 im eigenen Land nicht berücksichtigt.

## Spielstil
Standardsituationen gelten als Lasniks Spezialität, diese haben ihm einen sehr guten Ruf eingebracht. In der Saison 2004/2005 sicherte der Linksfuß mit einem Freistoß in der 88. Minute der SV Ried den Aufstieg in die Bundesliga am vorletzten Spieltag. Die Technik gilt auch als eine von Lasniks Stärken. Für Aufsehen sorgte Lasnik auch im Spiel gegen Viking Stavanger mit einem Volley-Tor aus 40 m Entfernung.
Im Jahr 2008 wurde Lasnik bei der Mailänder Mode-Woche als Gast-Model für Dolce & Gabbana fotografiert, laut einem Interview mit bild.de war es aber nur eine einmalige Sache.

## Titel und Erfolge
Im Verein
- 1 × Österreichischer Meister: 2006
- 1 × Österreichischer Cupsieger: 2006, 2007
- 1 × Österreichischer Zweitligameister: 2005

Als Spieler
- 1 × Young Star des Jahres in der Ersten Liga: 2005